# Massimo Taibi
Massimo Taibi (sinh ngày 18 tháng 2 năm 1970 tại Palermo, Ý) là một cựu thủ môn bóng đá Ý đã chơi cho nhiều câu lạc bộ, chủ yếu ở Italia Serie A, B, và C1 và có một thời gian ngắn chơi cho Manchester United. Anh được mọi người nhớ đến sau pha bắt bóng hài hước khi Matt Le Tissier tung cú sút xa không nguy hiểm nhưng anh đã vụng về để bóng đi qua háng rồi từ từ lăn vào lưới.

## Sự nghiệp
Taibi bắt đầu sự nghiệp của mình cho câu lạc bộ Licata cho đến năm 1989. Anh chỉ ra sân được một lần, trước khi chuyển đến câu lạc bộ Trentino, nơi mà anh được thi đấu ở vị trí thú môn chính thức, chơi 23 trận. Sau một mùa bóng, anh chuyển tới Milan tại giải Serie A mùa 1990-91, sau đó chuyển đến Como, tiếp đến chuyển đến câu lạc bộ Piacenza. Khi đó đang bắt cho Reggina, Taibi cũng đã ghi bàn vào lưới Udinese từ một quả phạt góc ở mùa giải 2001, Và cuối cùng là chơi cho Venezia.
Taibi đã từng khoác áo Milan và Piacenza trong thời kỳ anh còn thi đấu tại Serie A, những biểu hiện của anh khi đó là khá tốt. Sở hữu chiều cao 1m90 và thân hình lực lưỡng, ấn tượng đầu tiên của người hâm mộ về Taibi là rất khả quan. Anh có sức bật, có chiều cao, có phản xạ rất đáng nể. Huấn luyện viên Alex Ferguson của Manchester United vì thích anh đã thuyết phục lãnh đạo Man United bỏ ra 4,4 triệu bảng Anh để mua về thủ môn này từ Venezia năm 1999. Thủ môn này được Fergie kỳ vọng sẽ trở thành hậu duệ của thủ môn Peter Schmeichel.
Tuy vậy, ngay trận ra mắt, Taibi đã mắc sai sót dẫn đến bàn thua duy nhất trong trận MU thắng Liverpool với tỉ số 3-1 (anh đã tạo điều kiện cho Sami Hyypiä ghi bàn) Anh tiếp tục mắc lỗi tai hại khi để vuột bóng trong tình huống bắt cú sút của tiền đạo đội Southampton, Matt Le Tissier. Sự nghiệp của Taibi ở sân Old Trafford đã chấm dứt sau trận đấu giữa M.U và Southampton. Trước cú sút xa vô hại của Matt Le Tissier, thủ môn Taibi đã để bóng đi qua háng rồi từ từ lăn vào lưới. Tổng cộng, Taibi chỉ được bắt chính 4 trận và trụ lại sân Old Trafford đúng 4 tháng rồi bị bán cho Reggina.